# Baby It's You
〈Baby It's You〉는 버트 바카락(작곡), 루서 딕슨(바니 윌리엄스로 크레디트), 마크 데이비드(작사)가 쓴 노래다. 셔를스와 비틀즈가 녹음한 것으로 유명하며 둘 모두 히트했다. 차트에서 가장 선두에 오른 버전은 밴드 스미스가 부른 것으로 1969년 영국 차트에서 5위까지 올랐다.

## 셔를스 버전
1960대 초 결성된 미국의 걸 그룹 셔를스에 의해 발표된 최초 버전은 루서 딕슨이 프로듀서로 참여했고, 1961년 출시되었다. 굉장히 인기를 끌어모아 팝 및 R&B 차트에서 10위권에 안착, R&B 차트에서는 3위에 올랐고 빌보드 핫 100에서는 8위까지 올랐다. 이후 셔를스의 음반 《Baby It's You》가 싱글의 성공에 힘입어 제작되었고 곡의 이름을 가져와 명명되었다. 이 버전에서의 보컬 편곡은, 같은 것을 사용한 비틀즈를 비롯한 차후의 버전에서 영향을 주게 된다.

## 비틀즈 버전
영국의 록 밴드 비틀즈는 〈Baby It's You〉를 자신들의 무대에서 1961년부터 1963년까지 선보여왔으며, 1963년 2월 11일 첫 정규 음반 《Please Please Me》를 위해 셔를스의 또다른 곡인 〈Boys〉와 함께 녹음했다. 미곡의 레이블 사 비제이 레코드에서 《Introducing... The Beatles》와 《Songs, Pictures and Stories of the Fabulous Beatles》에 곡을 담아 출시한 바 있으며 캐피틀이 뒤이어 《The Early Beatles》에 수록해 출시한다. 비틀즈는 셔를스가 시도한 두 번째 구절 반복 대신 첫 번째를 반복했고, 따라서 셔를스는 집에서 앉아 우는 내용을 담은 것과는 달리, 비틀즈는 좀 더 활기차며 레논은 무슨 일이 있어도 사랑하겠다는 소망을 노래하고 있다.
1994년도 음반 《Live at the BBC》에 라이브 버전이 실려 나온다. 이 버전에서 레논은 두 번째 구절을 반복하지 않고 셔를스가 그런 것처럼 첫 번째 구절의 일부를 반복해 불렀다. 노래는 1995년 CD와 비닐 형식의 싱글로로 영미에 출시, 이는 10년에 가까운 싱글 공백기를 깬 것이다. 둘 모두 EP 형식과 비슷하게 네 개의 곡을 담았다. 세 개의 추가 곡은 《Live at the BBC》에는 실리지 않은 것들로 향후 출시된 《On Air – Live at the BBC Volume 2》에 2, 4번 트랙이 수록됐다. 3번 트랙은 아직까지 이 싱글에서만 구할 수 있다. 이 싱글은 영국에서는 7위에, 빌보드 핫 100에서는 67위에 올랐다.
싱글의 발표와 더불어 홍보를 위한 뮤직비디오가 제작되었고, 이후 2015년 DVD와 블루레이로 출시된 《1+》에 담기었다.
1995년도 싱글 트랙 리스트
1. 〈Baby It's You〉 (바카락/데이비드/윌리엄스) – 2:45
2. 〈I'll Follow the Sun〉 (레논–매카트니) – 1:51
3. 〈Devil in Her Heart〉 (드랩킨) – 2:23
4. 〈Boys〉 (딕슨/파렐) – 2:29

### 참여 인원
- 존 레논 – 보컬, 리듬 기타
- 폴 매카트니 – 베이스, 백 보컬
- 조지 해리슨 –리드 기타, 백 보컬
- 링고 스타 – 드럼
- 조지 마틴 – 첼레스타
- 노먼 스미스 – 엔지니어[7]

### 차트
| 차트 (1995)                    | 최고 순위 |
| ------------------------------ | --------- |
| 오스트레일리아 (ARIA)          | 33        |
| 벨기에 (울트라탑 50 플랑드르)  | 43        |
| 독일 (오피셜 저먼 차트)        | 94        |
| 아일랜드 (IRMA)                | 12        |
| 네덜란드 (싱글 톱 100)         | 44        |
| 뉴질랜드 (레코드 뮤직 NZ)      | 30        |
| 영국 싱글 (오피셜 차트 컴퍼니) | 7         |
| 미국 빌보드 핫 100             | 67        |

## 스미스 버전
스미스는 자신들의 데뷔 음반 《A Group Called Smith》에 커버한 곡을 수록했고, 1969년에는 싱글(Dunhill 4206)로 출시했으며 이들의 첫 메이저 성공이자 가장 크게 성공한 음반이 된다. 이 버전은 셔를스와 비틀즈의 해묵은 보컬 편곡에서 탈피하여 더욱 높은 음조와 솔적인 보컬을 시도한다. 싱글은 빌보드 핫 100에서 5위까지 올랐으며 이들의 버전은 쿠엔틴 타란티노의 영화 《데쓰 프루프》에 사용된다.